# Erkinrivier
De Erkinrivier (Erkinjoki) is een rivier die stroomt in de Zweedse  gemeente Kiruna. De rivier verzorgt de afwatering van diverse meren in dit gebied, maar ook van het moeras Erkinjänkkä. De rivier begint ten noorden van het moeras, stroomt er zuidwaarts doorheen en levert haar water ten slotte in bij de Soutusrivier. Ze is circa 5 kilometer lang.
Afwatering: Erkinrivier → Soutusrivier → Torne → Botnische Golf